# 刘建昌
刘建昌（1960年5月—），辽宁黑山人，1983年6月加入中国共产党，1984年7月参加工作，工学博士，教授，博士生导师。东北大学党委常委、副校长，东北大学秦皇岛分校校长，河北省第十三届人民代表大会代表，国家级精品课、国家级精品资源共享课《计算机控制系统》课程负责人，中国人工智能学会理事，辽宁省人工智能学会理事长，教育部高等学校自动化类教学指导委员会委员。

## 经历
1980年9月至1984年7月，东北工学院自动控制系自动化专业学习；
1984年8月至2001年5月，东北大学自动控制系，任学生辅导员、助教、讲师、副教授；
1986年9月至1989年3月，东北大学自控系工业自动化专业硕士研究生；
1996年3月至1998年3月，东北大学工业自动化专业博士研究生；
2001年5月至今，任东北大学信息科学与工程学院教授；
1999年10月至2003年4月，任东北大学信息科学与工程学院党委副书记兼副院长；
2003年4月至2004年7月，任东北大学信息科学与工程学院副院长；
2004年7月至2015年7月，任东北大学信息科学与工程学院院长、东北大学国家级电子实验教学示范中心主任；
2015年7月至今，任东北大学党委常委、副校长；
2015年8月28日至今，东北大学秦皇岛分校校长。2018年2月24日，当选为第十三届全国人大代表。